# 清水理子 (家政学者)
清水 理子（しみず りこ、旧姓：片平、1963年9月 - ）は、日本の家政学者。神戸松蔭女子学院大学准教授。論文等は旧姓の片平理子の名義で刊行している。

## 経歴
- 1986年 お茶の水女子大学家政学部卒
- 1988年 お茶の水女子大学大学院家政学研究科食物学専攻修士課程
- 1988年 東京家政学院大学家政学部助手
- 2001年 東京家政学院大学家政学部講師
- 2007年 東京家政学院大学家政学部准教授
- 2009年 神戸松蔭女子学院大学准教授

## 学位
お茶の水女子大学修士（家政学）（1988）

## 国家資格
中学校教諭一級普通免許（家庭）、高等学校教諭一級普通免許（家庭）

## 専門分野
- 食品加工貯蔵学、青果物利用学、食生活学、植物生理・分子、食品科学

## 主な研究課題
- 植物及び菌類におけるヌクレオチド代謝に関する基礎及び応用研究
- 青果物の品質保持と加工品への利用に関する研究
- 食品及び住環境の微生物調査

## 主な論文
- 公共トイレの便座の汚染度と市販クリーナー等の除菌効果. 日本家政学会誌（1990）
- アルコール水溶液の示差走査熱量計による融解サーモグラムと殺菌作用. 食品衛生学雑誌（1990）
- Escherichia coliに対するエタノールの殺菌作用への塩類の併用効果と溶液の状態(共著). 食品衛生学雑誌（1992）
- エタノールのブロッコリーに対する鮮度保持効果. 日本食品低温保蔵学会誌（1995）
- エタノールで萌芽抑制したバレイショの3か月投与によるラットを用いた安全性試験. 食品衛生学雑誌（1996）
- エタノール処理によるポテトチップスの低カロリー化. 日本食品科学工学会誌（1997）
- エチルアルコールの殺菌力への食塩の併用効果. 日本防菌防黴学会誌（2001）
- Profiles of pyrimidine biosynthesis, salvage and degradation in disks of potato(Solanum tuberosum L.) tubers. Planta （2002）
- Purine and pyrimidine nucleotide metabolism in higher plants. Journal of Plant Physiology （2003）
- The yeast ISN1 (YOR155c) gene encodes a new type of IMP-specific 5'-nucleotidase. BMC Biochemistry（2003）
- Glutathione-induced growth of embryogenic tissue of white spruce crrelates with cahges in pyrimidine nucleotide metabolism. Plant Science （2004）

## 所有特許
2500356 じゃが芋の萌芽抑制方法

## 所属学会
日本家政学会、日本植物生理学会、日本食品保蔵科学会、日本食品科学工学会、日本植物学会

## 参考資料
- 東京家政学院大学ホームページ
- 科学技術振興機構 研究開発支援総合ディレクトリ(ReaD)